# 老的沙
老的沙（？—1366年），元朝大臣，罕禄鲁氏，元惠宗时中书平章政事。
老的沙是元惠宗的舅舅，惠宗生母邁來迪的弟弟。他和秃鲁帖木儿等十人，谄媚元惠宗得宠。至正十六年（1356年），担任太子詹事。至正十七年（1357年），擢升为御史大夫，拜为中书平章政事，兀良海牙指挥使。至正二十年（1360年），再次担任御史大夫。当时皇太子爱猷识理达腊计划废黜皇帝，想要杀死父皇的亲信老的沙。老的沙知道后，和秃坚帖木儿逃到大同，藏匿到孛罗帖木儿的军营。至正二十四年（1364年），孛罗帖木儿派兵攻打大都，攻走皇太子，掌握朝政，任命老的沙为中书平章政事。至正二十五年（1365年），改任御史大夫，孛罗帖木儿被杀后，老的沙也被处死。

## 延伸阅读
[在维基数据编辑]
 《新元史/卷210》，出自柯劭忞《新元史》